# Захват Алжира (1516)
Захват Алжира в 1516 году — захват города Алжир братьями Барбаросса и организация ими собственного государства.

## Предыстория
Чтобы воспрепятствовать постоянным нападениям алжирцев на испанские корабли, в 1514 году испанцы выстроили в заливе на прибрежном острове крепость, из которой полностью контролировали алжирскую гавань и угрожали движению судов. В 1516 году алжирский султан Селим ат-Тамин обратился за помощью к известному пирату Аруджу Барбароссе. Арудж давно мечтал о создании собственного государства, и охотно откликнулся на просьбу.

## Захват Алжира
Мобилизовав флот из 60 галиотов под командованием своего брата Хайр-ад-Дина и армию численностью примерно в 6 тысяч человек, Арудж двинулся вдоль побережья из Туниса в Алжир. По пути он сделал остановку в Шершеле, где некий Кара-Хасан создал маленький султанат. Вместо того, чтобы вступать в союз с Кара-Хасаном, Арудж убил его, а его армию и флот включил в свои войска.
Прибыв в Алжир, Арудж в течение трёх недель вёл обстрел испанской крепости Пеньон-де-Алжир, но это ни к чему не привело. Тогда Арудж убил Селима и объявил себя новым султаном. Жители Алжира начали секретные переговоры с испанским гарнизоном с целью свергнуть нового султана, но Арудж, узнав о заговоре, захватил наиболее видных граждан в городской мечети после пятничной молитвы, после чего казнил главных заговорщиков у них на глазах.

## Создание государства
Узнав о перевороте в Алжире, испанцы в мае 1517 года отправили против Аруджа армию в 10 тысяч человек, которых возглавил командующий военно-морскими силами Диего де Вера. Арудж напал на испанцев прямо во время их высадки и, не дав им перегруппироваться, перебил около 3 тысяч человек. Оставшиеся поспешно вернулись на корабли и уплыли, спасая свои жизни, но ближе к вечеру начался шторм, пригнавший многие суда к берегу, где поджидали люди Аруджа. Лишь малое количество испанцев вернулось домой.
Месяц спустя правитель Тенеса решил выступить против Аруджа. Арудж разбил его армию, захватил город и вновь провозгласил себя султаном. Через несколько месяцев Арудж стал властителем практически всего алжирского побережья, лишь в крепостях Оран, Бужа и Пеньон оставались испанские гарнизоны.

## Итоги и последствия
Хотя в 1518 году в ходе боёв за Тлемсен испанцам и удалось убить Аруджа, но это не вернуло им Северной Африки. Трон Аруджа унаследовал его брат Хайр-ад-Дин, который преподнёс Алжир Селиму I в качестве новой провинции Османской империи, и далее правил и воевал от имени турецкого султана.